# Monk’s House

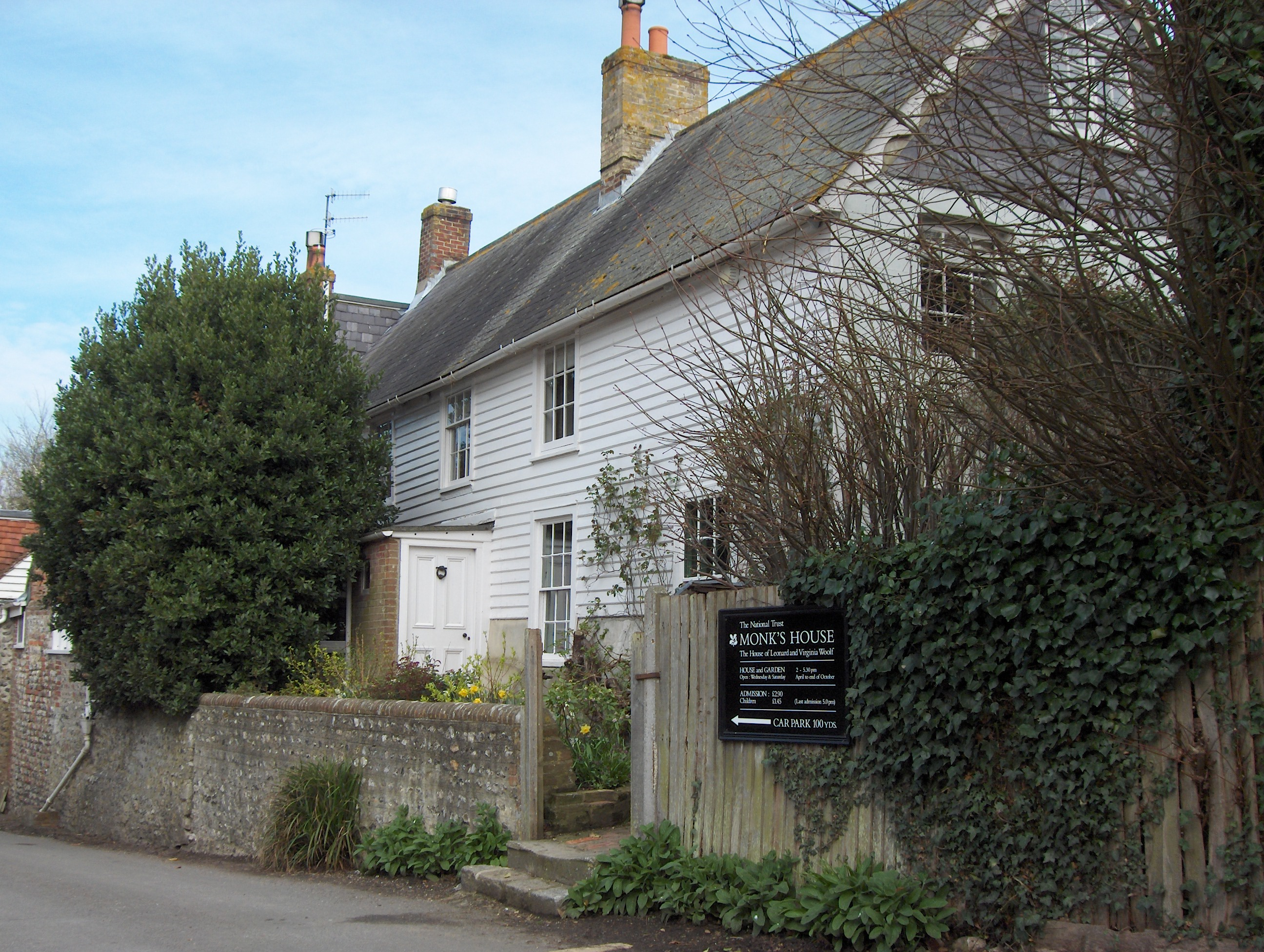
Vorderansicht von Monk’s House

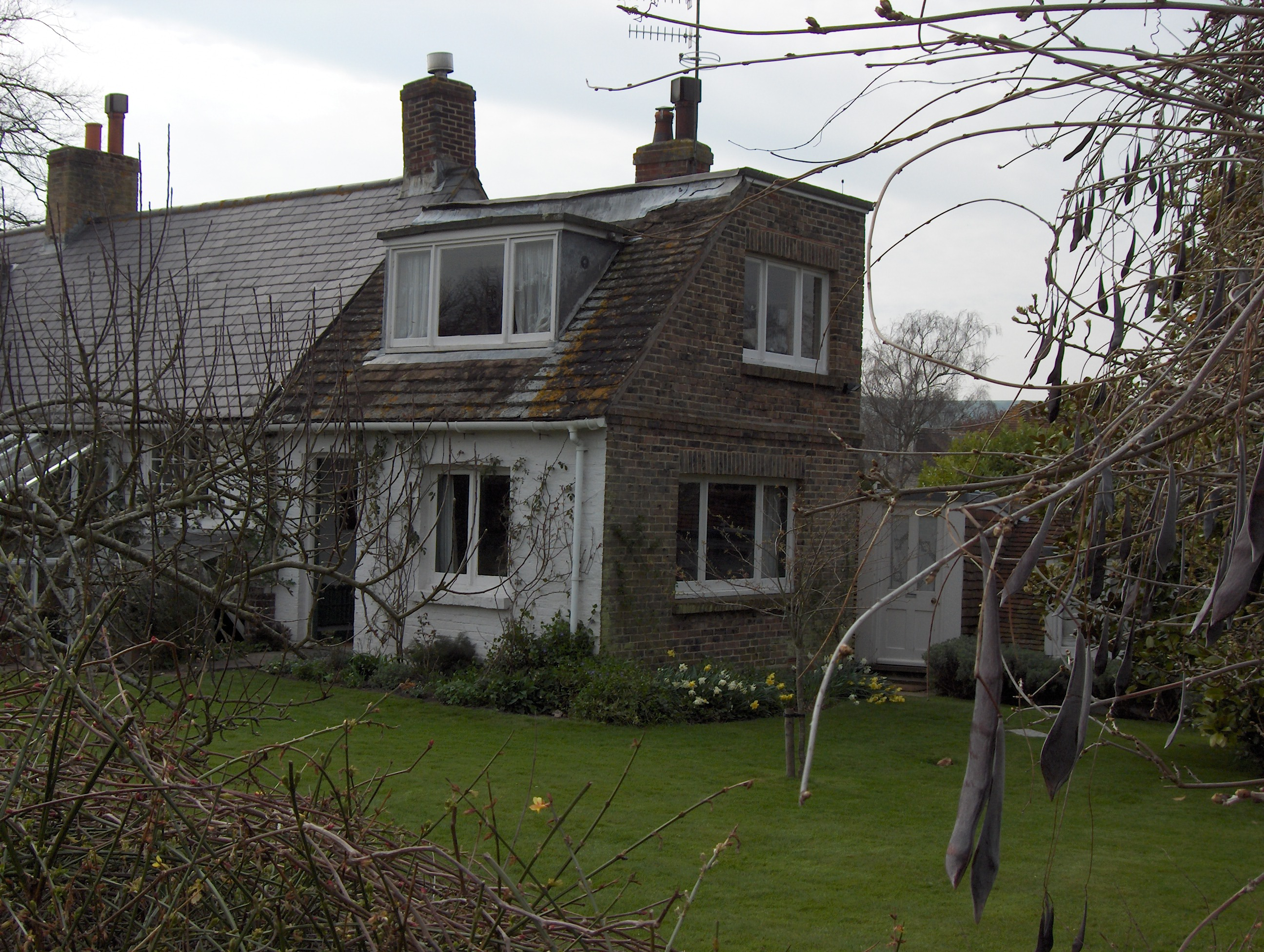
Rückansicht von Monk’s House

Monk’s House ist ein Cottage aus dem 18. Jahrhundert in Rodmell, 4,8 Kilometer südöstlich von Lewes, East Sussex, England gelegen. Die Schriftstellerin Virginia Woolf und ihr Mann, der Journalist und Verleger Leonard Woolf, erwarben das Haus im Jahr 1919. Sie empfingen dort viele Mitglieder der Bloomsbury Group wie T. S. Eliot, E. M. Forster, Roger Fry und Lytton Strachey.
Virginia Woolfs Schwester, die Malerin Vanessa Bell, wohnte mit Duncan Grant im nahe gelegenen Charleston Farmhouse in Firle ab 1916. Beide Häuser wurden auf unterschiedliche Weise Außenposten der Bloomsbury Group.

## Leben in Monk’s House

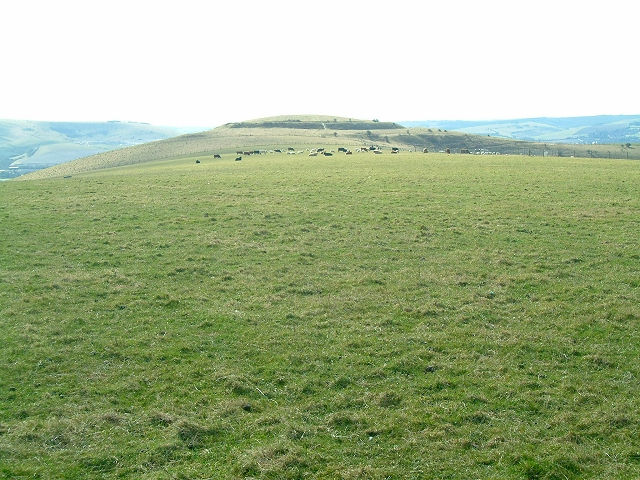
Mount Caburn

In den ersten Jahren, die die Woolfs in Rodmell verbrachten, war Monk’s House von bescheidenen Ausmaßen, mit einem Garten, der einen Obstgarten einschloss und einigen kleinen Außengebäuden. Aufgrund der einfachen Ausstattung beim Kauf des Hauses wurde es umgebaut und erweitert: Modernisierung der Küche, Versorgung mit heißem Wasser und ein Badezimmer mit Toilette. 1929 wurde es um zwei Etagen aufgestockt. Im Jahr 1928 erwarben sie angrenzendes Land, um den ansprechenden Blick vom Garten auf Mount Caburn zu erhalten. 

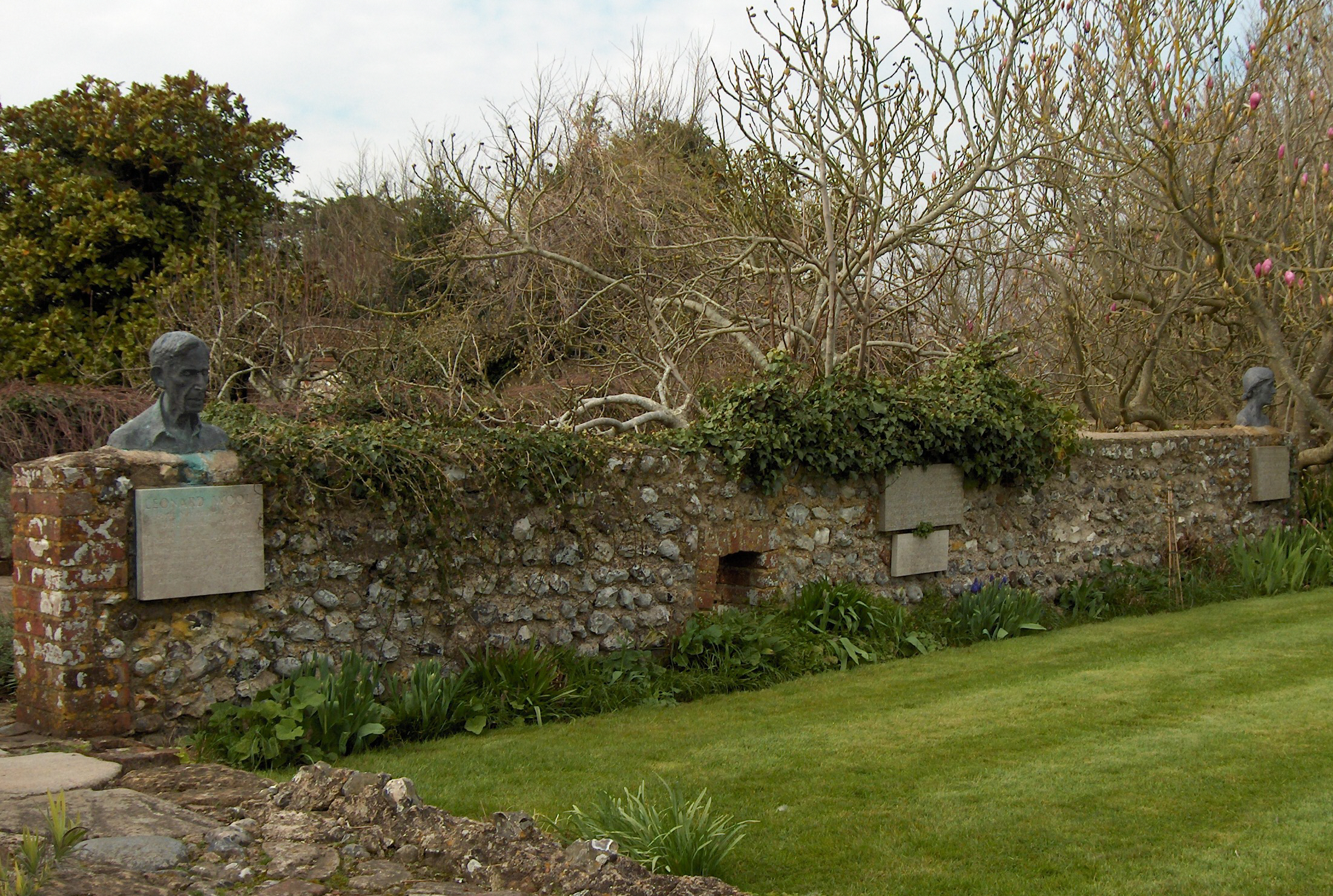
Büsten von Virginia und Leonard Woolf im Garten von Monk’s House

Die Woolfs verbrachten viele Tage in Rodmell, und ab 1940, als ihre Londoner Stadtwohnung am Mecklenburgh Square in Bloomsbury während eines Bombenangriffs beschädigt wurde, wurde Monk’s House zu ihrem ständigen Wohnsitz. In der Beschaulichkeit des Landlebens nahm unter anderem ihr letzter Roman Between the Acts (Zwischen den Akten) Gestalt an, der im Juli 1941 postum veröffentlicht wurde und Bezüge auf Traditionen Rodmells und seiner Einwohner aufweist.

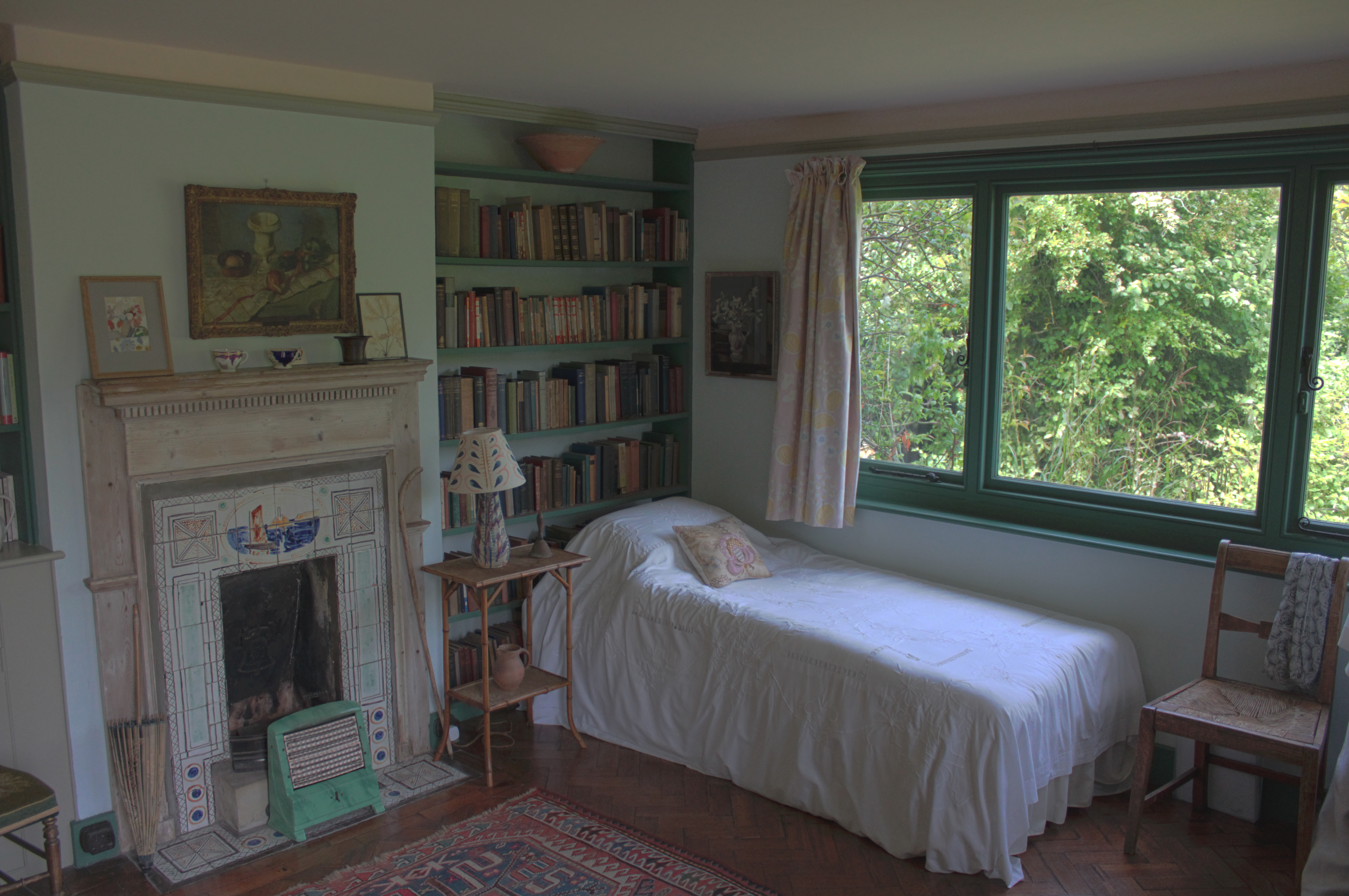
Virginia Woolfs Schlafzimmer in Monk’s House

Im März 1941 beging Virginia Woolf im Alter von 59 Jahren Suizid, indem sie sich im nahe gelegenen Fluss Ouse ertränkte. Leonard lebte bis zu seinem Tod 1969 im Monk’s House und spielte eine aktive Rolle in der Ortsgemeinschaft. Virginia und Leonard Woolf waren beide Mitglieder der Sozialistischen Partei gewesen. In den 1930er Jahren wurde er sowohl Leiter der örtlichen Schule in Rodmell als auch Schatzmeister und Präsident der „Rodmell and District Horticultural Society“.

## Monk’s House heute
Nach Leonards Tod erbte es die Künstlerin Trekkie Parsons, geborene Ritchie, die nach Virginias Tod eine enge Freundin Leonard Woolfs geworden war. Parsons verkaufte das Haus im Jahr 1972 an die University of Sussex. 1980 wurde das Haus dem National Trust übergeben. Das Erdgeschoss mit Wohn- und Esszimmer, die Küche und Virginia Woolfs Schlafzimmer können besichtigt werden wie auch das kleine Häuschen am Ende des Gartens, in dem sie ihre Texte schrieb.
Virginia Woolf hatte ihr Leben in Rodmell mit Fotografien dokumentiert, die in Monk’s House eingesehen werden können. Die Alben umfassen Porträts und Gruppenfotos vieler Personen, die als Besucher gekommen waren.